# Samuel August från Sevedstorp och Hanna i Hult
Samuel August från Sevedstorp och Hanna i Hult är en biografi om Astrid Lindgrens föräldrar, skriven av henne själv 1973.
Arrendatorn Samuel August Ericsson (1875–1969) och Hanna Jonsson (1879–1961) träffades första gången 1888. De gifte sig den 30 juni 1905 i Pelarne kyrka och bosatte sig på gården Näs i utkanten av Vimmerby, där de arrenderade prästgårdens jordbruk. I juli 1906 fick de sitt första barn, sonen Gunnar Ericsson som blev riksdagsman för Bondeförbundet, och i november 1907 föddes äldsta dottern Astrid Lindgren. Familjen utökades med ytterligare två döttrar, Stina Hergin 1911 och Ingegerd Lindström 1916.
Boken är Lindgrens personliga hyllning till föräldrarna.